# Lubumbashi
Lubumbashi è la terza città della Repubblica Democratica del Congo ed è la capitale della provincia sudorientale dell'Alto Katanga (ex Shaba già Katanga) in base alla costituzione del 2005.
Lubumbashi è un'importante città mineraria posta a 1000 metri di altezza, vicino al confine con lo Zambia, ed ha una popolazione stimata di 1,2 milioni di abitanti. La città ha un aspetto piacevole nonostante le evidenze rimaste dei notevoli danni subiti durante la guerra civile.

## Storia
I belgi fondarono la città, a cui diedero nome Elisabethville (Elisabethstad in fiammingo), nel 1910. La città ebbe un notevole sviluppo grazie allo sfruttamento delle ricche miniere di rame della regione. I minatori di Elisabethstad proclamarono uno sciopero nel 1941 per protestare contro il rigido regime di lavoro forzato imposto dai belgi.
I belgi fondarono l'Università di Elisabethville (oggi Università di Lubumbashi) nel 1954. Nelle elezioni municipali del dicembre 1957 i votanti diedero una larga maggioranza all'Alleanza nazionalista di Bakongo che richiedeva l'immediata indipendenza del paese.
Lubumbashi è stata la capitale e il centro delle attività secessioniste della provincia di Katanga durante la sanguinosa guerra civile congolese dal 1960 al 1963. Moise Ciombe proclamò l'indipendenza del Katanga nel luglio del 1960. Ciombe fu arrestato e incriminato di tradimento nell'aprile del 1961. Il leader secessionista, in cambio della propria liberazione, si accordò per allontanare i suoi consulenti e le forze militari straniere. Ciombe ritornò ad Elisabethville ma non rispettò gli accordi e ricominciò a combattere. Solo l'intervento delle forze armate inviate dalle Nazioni Unite permise di riprendere il controllo di Elisabethville nel dicembre 1961.
Allorquando Mobutu Sese Seko assunse il potere dittatoriale impose una campagna di africanizzazione e fece rinominare la città nel 1966 con il nome attuale. Allo stesso modo nel 1972, cercando di far dimenticare il tentativo di secessione, rinominò il Katanga con il nome Shaba.
Il Congo è stato insanguinato da un'altra guerra civile negli anni novanta. I ribelli dell'Alleanza delle Forze Democratiche per la Liberazione del Congo conquistarono Lubumbashi nell'aprile del 1997. Il leader ribelle Laurent-Désiré Kabila si autoproclamò da Lubumbashi presidente della Repubblica Democratica del Congo il 17 maggio 1997 dopo la fuga di Mobutu da Kinshasa.

## Economia e cultura
Lubumbashi è un importante centro commerciale per il commercio di rame, cobalto, zinco, stagno e carbone ed industriale con industrie tessili, alimentari, tipografiche, dei mattoni e fonderie di rame.
La città è al centro delle linee ferroviarie per Ilebo, Kindu e Kolwezi ed è servita dal moderno aeroporto di Luano.
Punti di interesse in città sono il giardino botanico, lo zoo, una birreria e il Museo Nazionale.
Lubumbashi ha un giornale quotidiano ed ospita l'Università di Lubumbashi con la sua biblioteca.
Dal 2008, vi ha luogo la Picha Biennale de Lubumbashi, biennale di fotografia contemporanea.

### Lingue
Il francese è la lingua ufficiale, ma la lingua più diffusa è una lingua franca in Lubumbashi: il Kiswahili. Il dialetto di Kiswahili parlato in tutta l'area orientale del Congo (comprese le province di Kivu, Maniema, Katanga,  Oriental, Kasai) e quasi tutte le zone attorno al confine del Katanga con l'Angola è chiamato Kingwana. Poiché molta gente si è trasferita a Lubumbashi dalle aree rurali in cerca di lavoro, essi hanno portato molti altri linguaggi locali, compresi Kiluba, Chokwe, Bemba e Kisanga. Kiswahili è stato il linguaggio principale, utilizzato dalla maggior parte delle persone.